# Saint-Georges-de-Poisieux

Saint-Georges-de-Poisieux este o comună în departamentul Cher, Franța. În 1 ianuarie 2022 avea o populație de 435 de locuitori.